# Rivula anapsida
Rivula anapsida är en fjärilsart som beskrevs av Joannis 1929. Rivula anapsida ingår i släktet Rivula och familjen nattflyn. Inga underarter finns listade.